# Hammam Melouane
Hammam Melouane (în arabă حمام ملوان) este o comună din provincia Blida, Algeria.
Populația comunei este de 6.076 de locuitori (2008).